# مشمع

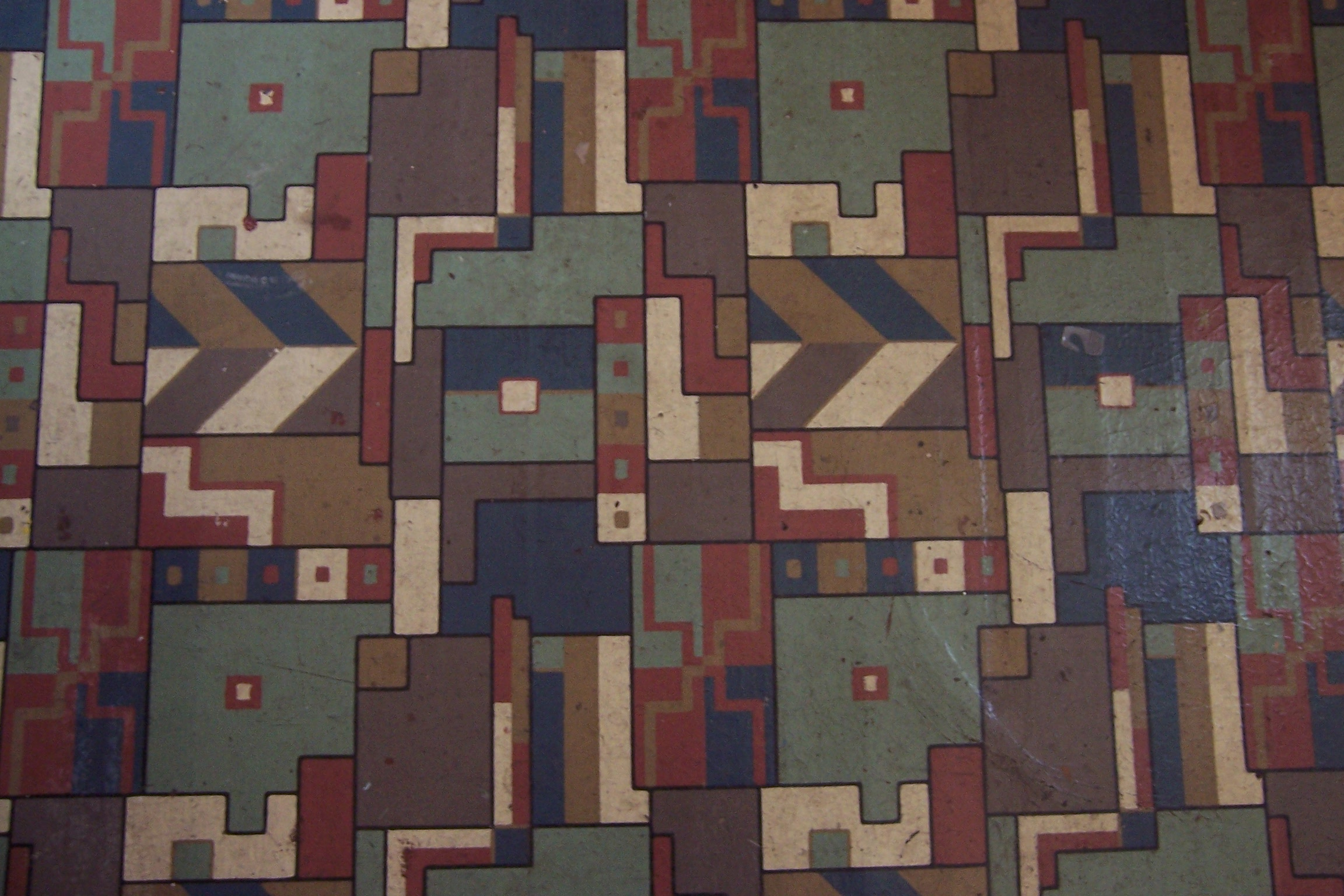
مشمع من خمسينيات القرن العشرين

المشمع (باللاتينية: Linoleum) هو تغطية للأرضيات مصنوع من مواد قابلة للتجديد مثل زيت بذر الكتان، صنوبر الروزبن، غبار الفلين، دقيق الخشب، والحشو المعدنية مثل كربونات الكالسيوم، وغالبا ما تضاف الأصباغ إلى هذه المواد.

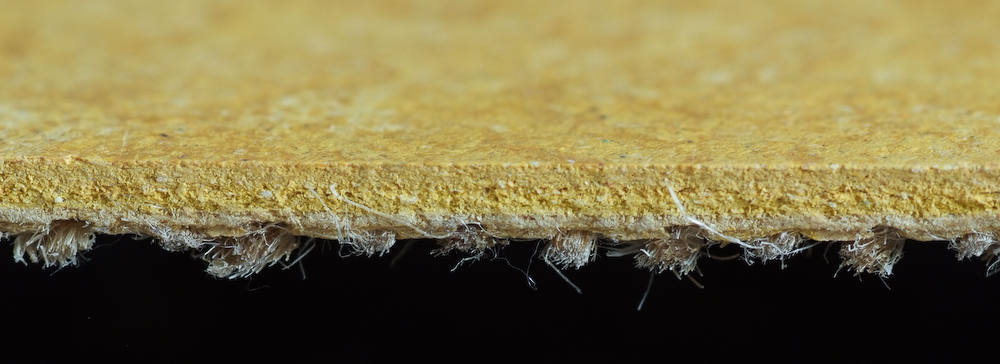

## وصلات خارجية
- "Resilient Flooring: A Comparison of Vinyl, Linoleum and Cork": Sheila L. Jones, Georgia Tech Research Institute (Fall 1999)
- "Linoleum Flooring | Cost | Buying Tips | Installation | Maintenance"